# Drvorez
Drvorez je grafička tehnika visokog tiska. Drvorezu dolazi ime od drveta kruške ili trešnje koja mu služi kao podloga ili matrica. Drvorezac načini drvorez tako da nožićem izreže drvenu ploču. Cijelu površinu podloge izdubljuje i nožićem obilazi a ostavlja netaknuta ona mjesta koja će mu poslužiti pri otiskivanju drvoreza na papiru kao nosioci boje za konturu. Kasnije, kada ta izbočenja prevuče bojom i stavi u prešu, dobiva na papiru crtež. Grafička tehnika srodna drvorezu zove se linorez.
Drvoresci kada otiskuju drvorez u crtama, ponekad joj naknadno otiskuju na gotovom listu neke dijelove u boji. To načine tako da uzmu novu ploču na kojoj označe isti crtež koji im je služio kao pomagalo kada su nožićem izrezivali drvorez u čistim crtama. Ali tada ne izrezuju kao ranije svaku konturu, nego samo onoliku površinu koja je potrebna da se bojom ispuni oblik.
Dok su europski majstori svom drvorezu davali oznaku brutalnosti, Japanci su mu davali oznaku profinjenosti. Zato je europski drvorez bliži crtežu, a japanski slici.